# 愛的練習語
《愛的練習語》（英語：Love Exercise）是臺灣歌手蔡依林的一張翻唱專輯，由金牌大風和天熹娛樂於2008年10月31日發行，並搭配同名書籍。專輯收錄十首蔡依林翻唱的英文歌曲，由馬毓芬、李偲菘、Jim Lee、畢國勇、李偉菘、阿弟仔製作。
該專輯原計劃於同年3月7日發行，但因大中華區百代音樂的內部人事變動和股份收購等因素，發行日期延遲。專輯在臺灣的銷量超過三萬張，並獲得2008年臺灣年度西洋唱片銷量第一名。

## 背景
2008年1月12日，媒體透露蔡依林已開始錄製計劃於同年春節後發行的英文專輯，並表示該專輯將搭配她的新英文教學書發行。同月20日，百代音樂宣布專輯將於同年2月14日開放預購，並計劃於3月7日發行。蔡依林表示透過聆聽英文歌曲來學習英文既快速又實用，並表示：「直到現在，我都還是習慣用聽歌的方式來學英文。」該專輯將收錄十首和戀愛心情相關的英文歌曲，並搭配同名英文書，通過歌詞解析單字和文法。

## 發展
2008年2月29日，媒體報導該專輯因大中華區百代音樂內部人事變動而延遲發行。蔡依林的經紀人蔣承縉表示專輯的製作成本超過新臺幣五百萬元，並要求百代音樂盡早確定發行日期。同年3月26日，媒體透露百代音樂將於同年復活節後結束在亞洲的唱片業務。同年7月4日，媒體報導蔡依林方面已錯過原定的宣傳檔期，並表示蔡依林未來將無法配合該專輯的宣傳。
同年8月3日，前百代音樂亞洲區總經理鄭東漢宣布將收購百代音樂在大中華區的全部股份，包括臺灣的科藝百代、香港的金牌娛樂及中國大陸的步升大風，並重組成立新公司金牌大風。原百代音樂旗下藝人，包括蔡依林，將自動轉移合約至金牌大風。同年8月27日，媒體報導該專輯預計於同年9月至10月發行。同年10月14日，金牌大風宣布該專輯將於10月17日開放預購，並於10月31日發行。

## 發行和宣傳

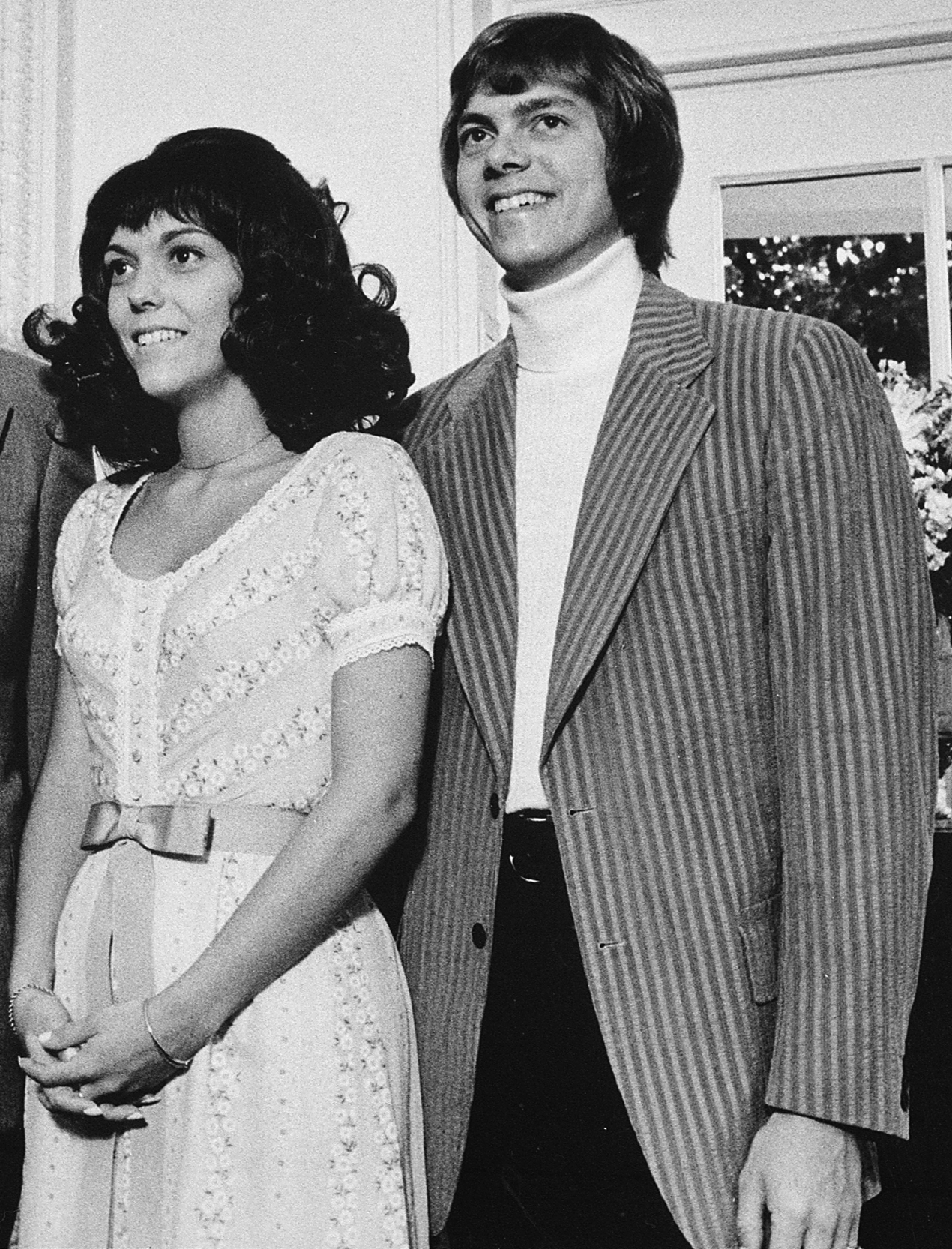
蔡依林在專輯中翻唱The Carpenters的〈I Won't Last a Day Without You〉。

2008年10月20日，第一主打〈I Won't Last a Day Without You〉搶先發布。同月30日，該歌曲的MV發布，並由賴偉康執導。同年11月23日，第二主打〈When You Say Nothing at All〉的MV發布，該MV由陳勇秀執導，但蔡依林本人未參與出演。同月28日，金牌大風發行該專輯的改版「輕裝LOHAS版」。同年12月，歌曲〈Lady Marmalade〉的MV發行，該MV由虎椰執導，蔡依林本人亦未參與出演。

## 商業表現
專輯於發行首週在臺灣的玫瑰大眾和五大唱片等西洋唱片銷量排行榜上獲得週榜第一名。至同年12月31日，該專輯在缺乏實質宣傳的情況下，銷量突破三萬張，並分別獲得2008年玫瑰大眾和五大唱片年度西洋唱片銷量排行榜第十名和第二名，並成為當年臺灣年度西洋唱片銷量冠軍。此外，歌曲〈I Won't Last a Day Without You〉也獲得2008年Hit FM年度百首單曲第七名。

## 評價
網易娛樂評價指出：「不僅是因為時隔半年，還因為專輯製作非常忠於原版，編曲傳統，基本上不存在改編一說，中規中矩，沒有十足的新意可言。」同時表示，儘管專輯因審批程序延誤導致銷量不理想，但其選曲理念值得樂壇歌手借鑒，並認為專輯圍繞蔡依林的戀愛感受選取了十首熱門英文情歌，並在詮釋中加入蔡依林的個人感悟和理解，後期改編成功，展現出屬於她的風格。騰訊娛樂評論認為，專輯製作不夠精良，且選曲過於經典，導致該專輯受到了大量負面評價。

## 曲目
| 曲序     | 曲目                                           | 词曲                              | 编曲        | 製作人   | 原唱                     | 时长  |
| -------- | ---------------------------------------------- | --------------------------------- | ----------- | -------- | ------------------------ | ----- |
| 1.       | Get the Party Started（讓派對開始吧！）        | Linda Perry                       | 蔡廷貴      | 畢國勇   | Pink                     | 3:52  |
| 2.       | Kiss Me（吻我）                                | Matt Slocum                       | Martin Tang | 李偉菘   | Sixpence None the Richer | 3:15  |
| 3.       | I Won't Last a Day Without You（我不能沒有你） | - Paul Williams - Roger Nichols   | 吳慶隆      | 馬毓芬   | The Carpenters           | 5:01  |
| 4.       | Physical（讓身體說話吧！）                     | - Stephen Kipner - Terry Shaddick | 小安        | 阿弟仔   | Olivia Newton-John       | 3:56  |
| 5.       | Angel（天使）                                  | Sarah McLachlan                   | 劉志遠      | Jim Lee  | Sarah McLachlan          | 4:35  |
| 6.       | Lady Marmalade（橘子醬女郎）                   | - Bob Crewe - Kenny Nolan         | Martin Tang | 馬毓芬   | Labelle                  | 4:26  |
| 7.       | Lovefool（愛情傻瓜）                           | - Nina Persson - 彼得·斯文森      | 劉志遠      | Jim Lee  | The Cardigans            | 3:17  |
| 8.       | The Blower's Daughter（黑管老師的女兒）        | Damien Rice                       | 黃韻仁      | 馬毓芬   | Damien Rice              | 4:57  |
| 9.       | Thank You（謝謝你）                            | - Dido Armstrong - Paul Herman    | Derek Chua  | 李偲菘   | Dido                     | 3:34  |
| 10.      | When You Say Nothing at All（盡在不言中）      | - Don Schlitz - Paul Overstreet   | Kenn C      | 李偲菘   | Keith Whitney            | 4:16  |
| 总时长： | 总时长：                                       | 总时长：                          | 总时长：    | 总时长： | 总时长：                 | 41:09 |

## 幕後人員
該人員名單摘自專輯內頁。
- 陳天佑—母帶後期處理製作人
- 孫仲舒—母帶後期處理錄音師
- 鈺德科技—母帶後期處理錄音室

曲目 #1
- 梯依恩—製作協力
- 陳文駿—錄音師
- 強力錄音室—錄音室、混音室
- 王俊傑—混音師

曲目 #2
- 林淑華—執行製作
- Martin Tang—吉他
- 陳秀珠—和聲編寫、和聲
- 蔡依林—和聲
- 蘇小牛—錄音師
- 白金錄音室—錄音室、混音室
- 林正忠—混音師

曲目 #3
- 倪方來—吉他
- 馬毓芬—和聲編寫、和聲
- 鍾國泰—錄音師、混音師
- 白金錄音室—錄音室、混音室
- 林正忠—混音師

曲目 #4
- 小安—吉他
- 梯依恩—人聲效果處理
- 阿弟仔—和聲編寫
- 蔡依林—和聲
- 沈聖哲—執行製作
- 陳文駿—錄音師
- 強力錄音室—錄音室
- 樊乃綱—混音師
- 有禾錄音室—混音室

曲目 #5
- 劉志遠—吉他、貝斯
- 張以式—鼓
- Jim Lee—Pro-Tools Editing、錄音師、混音師
- Polar Bear—錄音室
- 白金錄音室—錄音室、混音室
- 蕭賀碩—和聲編寫、和聲
- 葉育軒—錄音師
- 王俊傑—混音師

曲目 #6
- Martin Tang—吉他、和聲編寫、和聲
- 馬毓芬—和聲編寫、和聲
- 蔡依林—和聲
- 鍾國泰—錄音師、混音師
- 白金錄音室—錄音室、混音室

曲目 #7
- 劉志遠—吉他
- Jim Lee—Pro-Tools Editing、錄音師、混音師
- Polar Bear—錄音室
- 白金錄音室—錄音室、混音室
- 蔡依林—和聲

曲目 #8
- 阿滾—弦樂編寫、小提琴
- 劉涵—大提琴
- 馬毓芬—和聲編寫
- 蔡依林—和聲
- 鍾國泰—錄音師、混音師
- 白金錄音室—錄音室、混音室

曲目 #9
- 林淑華—執行製作
- Derek Chua—吉他
- 蕭賀碩—和聲編寫、和聲
- 葉育軒—錄音師
- 白金錄音室—錄音室、混音室
- 王俊傑—混音師

曲目 #10
- 林淑華—執行製作
- Kenn C—吉他
- 蕭賀碩—和聲編寫、和聲
- 葉育軒—錄音師
- 白金錄音室—錄音室、混音室
- 王俊傑—混音師

## 發行歷史
| 地區     | 日期           | 版本           | 格式     | 經銷商   |
| -------- | -------------- | -------------- | -------- | -------- |
| 全球     | 2008年10月31日 | 不適用         | 串流媒體 | 天熹娛樂 |
| 臺灣     | 2008年10月31日 | 精裝愛戀互動版 | CD       | 金牌大風 |
| 臺灣     | 2008年11月28日 | 輕裝LOHAS版    | CD       | 金牌大風 |
| 中國大陸 | 2008年10月31日 | 精裝愛戀互動版 | CD       | 步升大風 |
| 中國大陸 | 2008年12月15日 | 愛戀教學寫真版 | CD       | 步升大風 |
| 中國大陸 | 2009年2月9日   | 限量輕裝版     | CD       | 步升大風 |

## 外部連結
- YouTube上的《愛的練習語》播放列表